# Alfa i Omega: Igrzyska w wilczym stylu
Alfa i Omega: Igrzyska w wilczym stylu (ang. Alpha and Omega 3: The Great Wolf Games) – amerykański film animowany z 2014 roku wyreżyserowany przez Richarda Richa. Wyprodukowany przez wytwórnię Lionsgate oraz Crest Animation. Kontynuacja filmów Zakochany wilczek oraz Alfa i Omega: Święta w wilczym stylu. Film został wydany krótko po zakończeniu Zimowych Igrzysk Olimpijskich w Soczi w Rosji, na którym jest bazowany.
Film został wydany 4 marca 2014 na iTunes, a trzy tygodnie później 25 marca na Walmart Exclusive. w Polsce film odbył się w Kinie Boomerang 10 lipca 2015 w Boomerangu.

## Fabuła
Film opowiada o dalszych przygodach wilków – Kate, Humphreya i wielu innych. Klaudyna, Fąfel i Ziółko oraz inne wilczki postanawiają wziąć udział w zawodach, która jest organizowana przez starszą wilczą brać. Zwycięzca może być tylko jeden.

## Wersja polska
Wystąpili:
- Justyna Bojczuk – Klaudyna
- Paweł Ciołkosz – Humphrey
- Agnieszka Fajlhauer – Kate
- Agnieszka Mrozińska-Jaszczuk – Fąfel
- Beata Jankowska-Tzimas – Ziółko
- Klaudiusz Kaufmann – Paddy
- Mieczysław Morański – Marcel
- Cezary Kwieciński – Tłuszcz
- Waldemar Barwiński – Chyżyk
- Karol Wróblewski –
  - Ed,
  - Nars
- Mateusz Narloch – Misiek Zdzisiek
- Elżbieta Kopocińska – Agniecha
- Grzegorz Kwiecień – Gąsior sędzia

i inni
Lektor tytułu: Artur Kaczmarski